# Saarlouis
Saarlouis (francouzsky Sarrelouis) je město v německé spolkové zemi Sársko.

## Historie
Bylo založeno v roce 1680 jako vojenská pevnost na obranu území, která Francii přiřkl Nijmegenský mír, a pojmenováno podle řeky Sáry a krále Ludvíka XIV. (toho symbolizují také slunce a lilie v městském znaku). Plány města navrhl Sébastien Le Prestre de Vauban. Od roku 1815 bylo město součástí Pruska. V letech 1936 až 1945 neslo oficiální název Saarlautern.
K městu patří také následující předměstí: Beaumarais, Fraulautern, Lisdorf, Neuforweiler, Picard, Roden, Steinrausch. V Rodenu je významný říční přístav. Nejdůležitějším průmyslem ve městě je výroba automobilů Ford Focus. Ve městě sídlí Luftlandebrigade 26 Saarland, která čítá přes tři tisíce vojáků. Významnými památkami jsou barokní budova komandatury, katolický kostel svatého Ludvíka a moderní budova radnice z roku 1954.

## Galerie

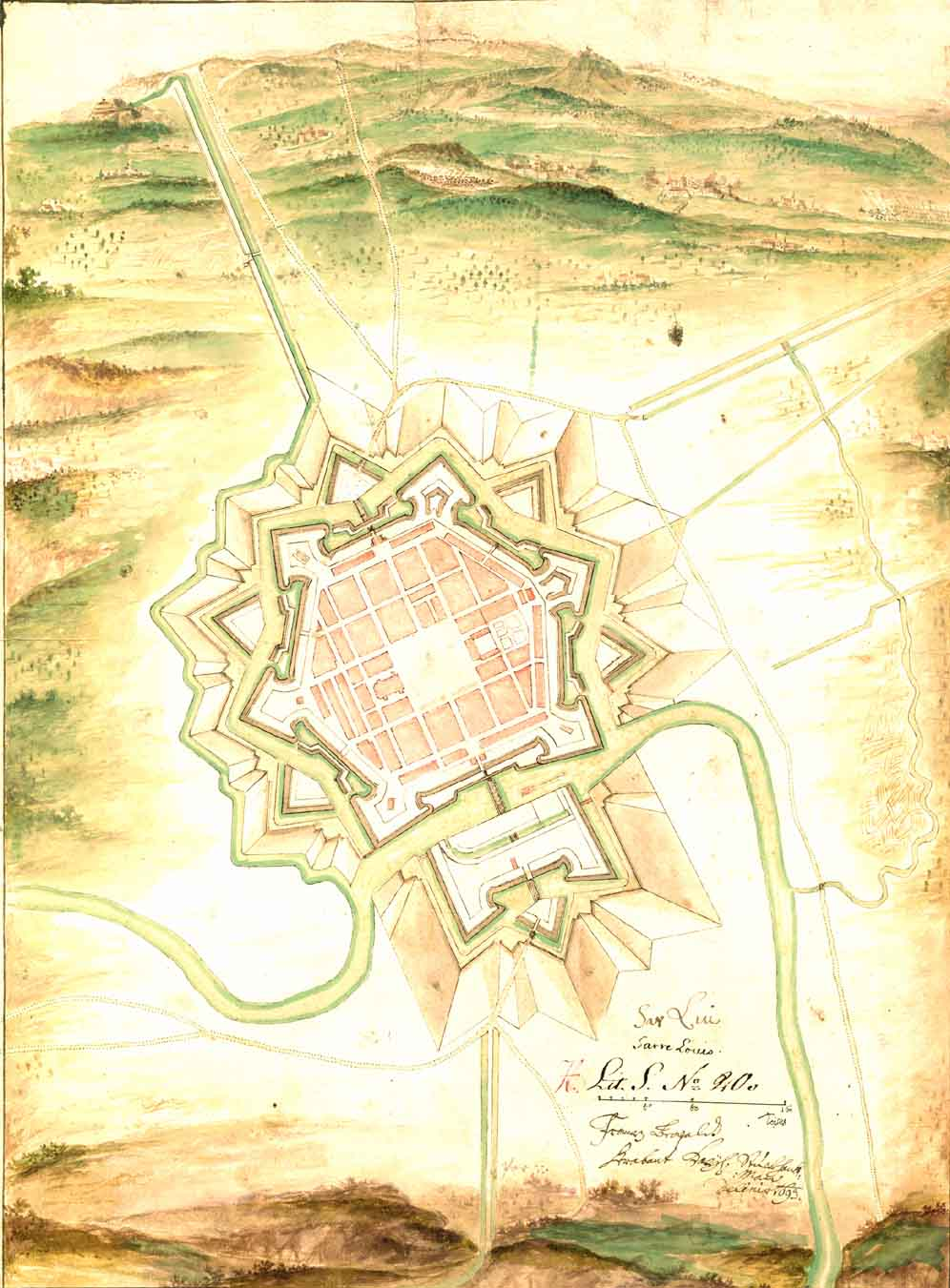
Historický plán města z roku 1693
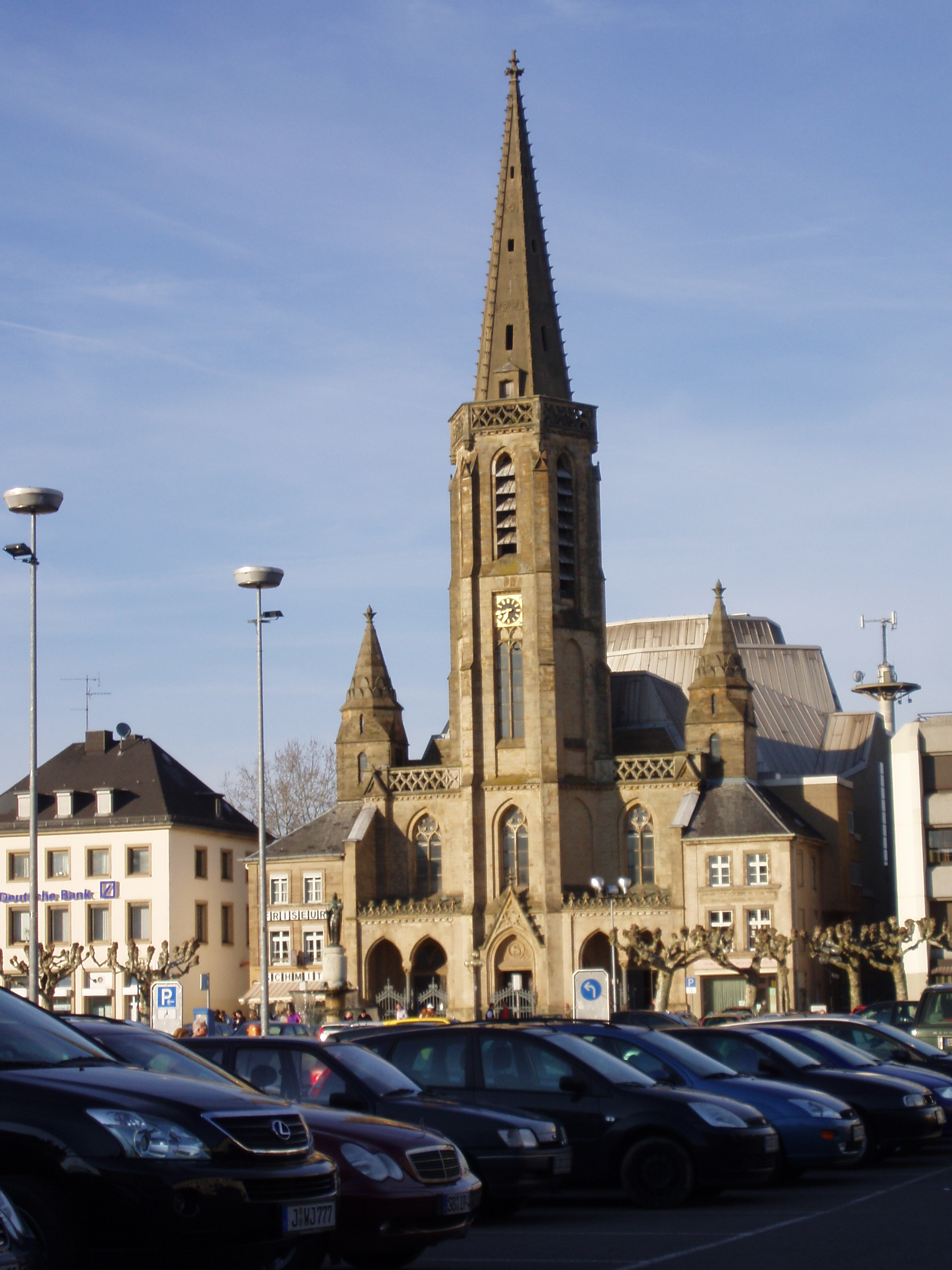
Místní kostel
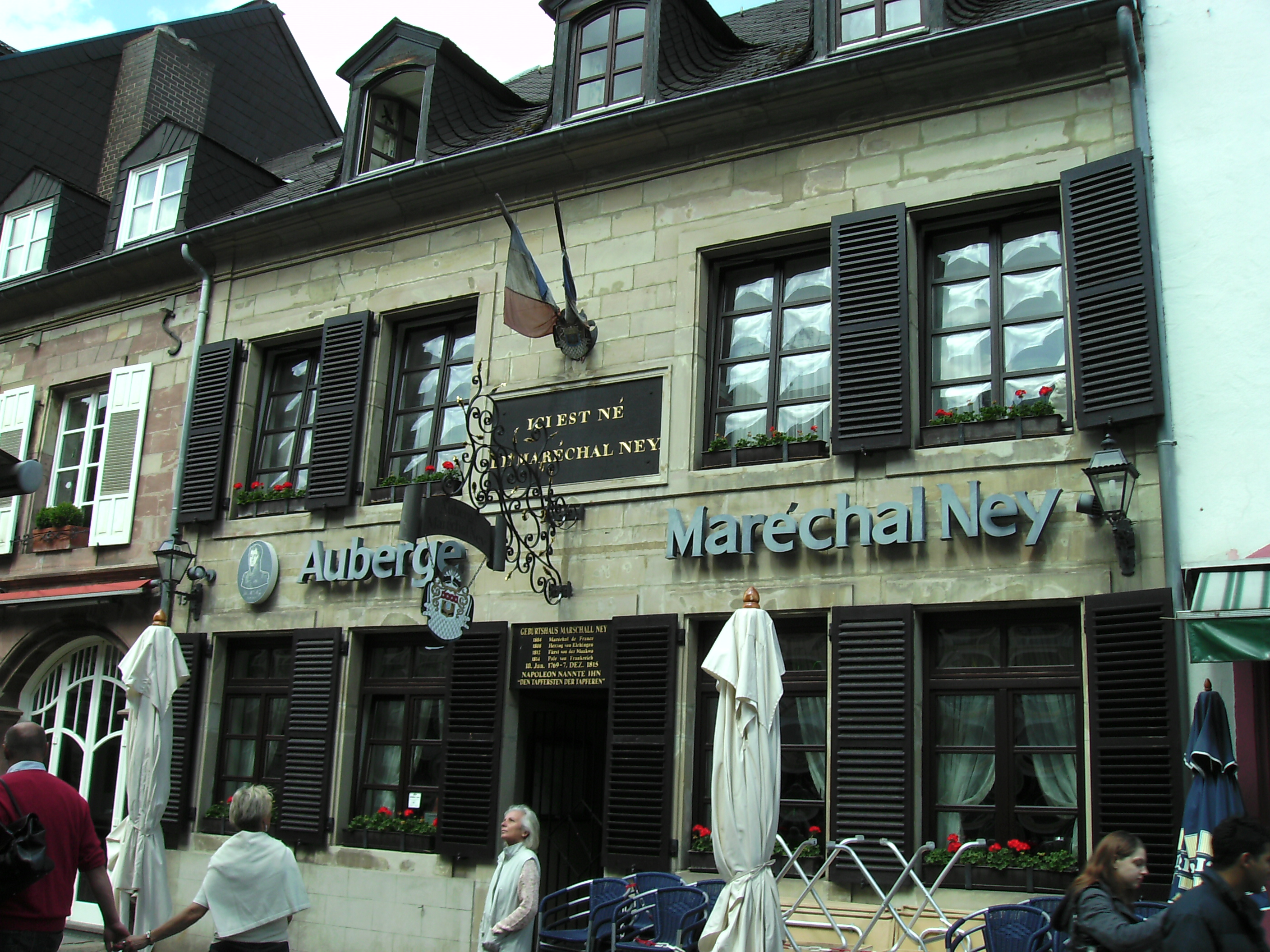
Rodný dům maršála Neye v Saarlouis
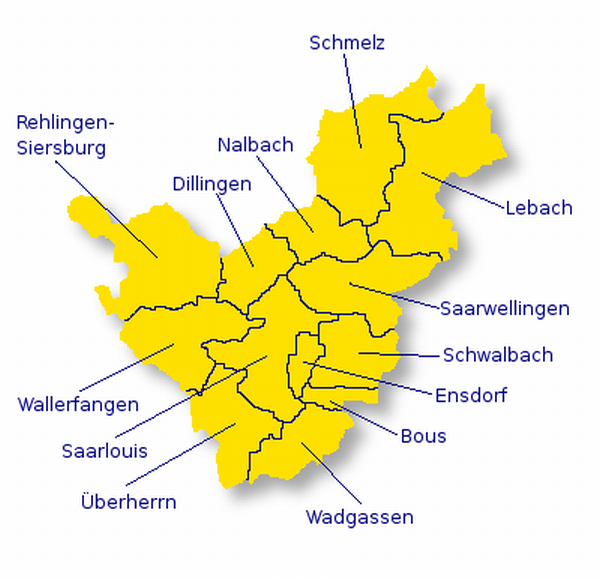
Členění zemského okresu Saarlouis

## Partnerská města
V roce 1986 navázal Saarlouis družební vztahy s Eisenhüttenstadtem. Bylo to historicky první partnerství mezi západoněmeckým a východoněmeckým městem.

## Významní rodáci

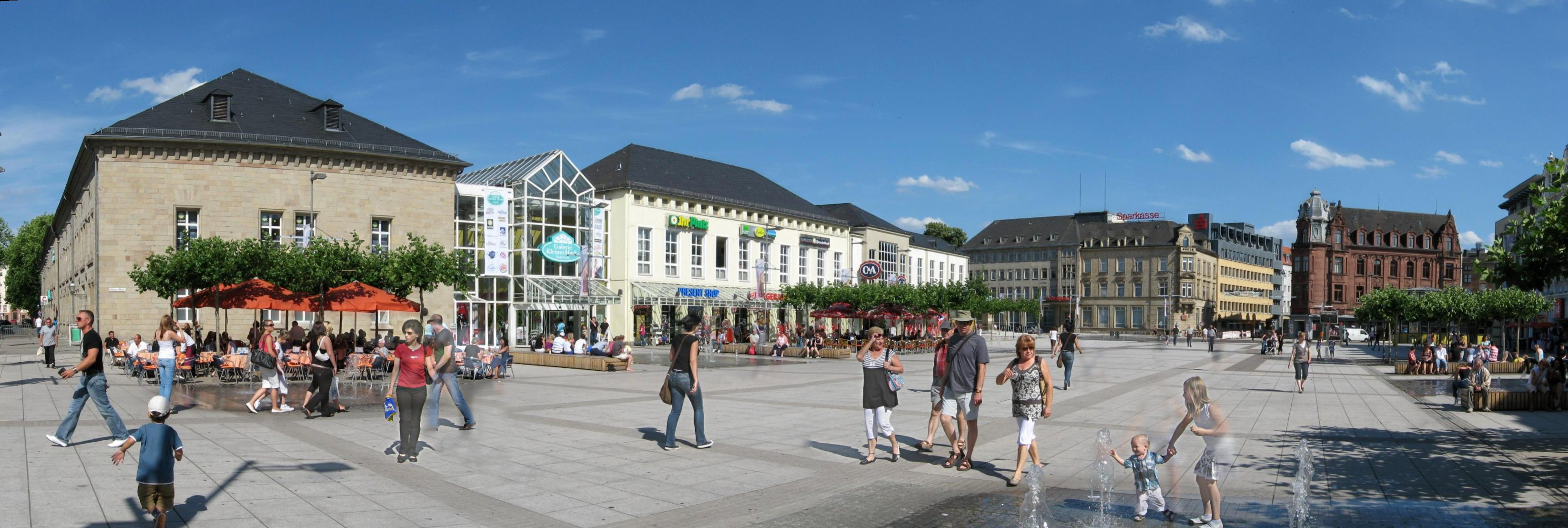
Saarlouis

- Ralf Altmeyer (* 1966), virolog
- Esther Béjaranová (1924–2021), přeživší holokaust, členka dívčího orchestru v Osvětimi (Mädchenorchester von Auschwitz)
- Martin de Bervanger (1795–1865), kněz
- Rudolf Hesse (1871–1944), malíř
- Eduard von Knorr (1840–1920), admirál Imperiálního loďstva, náčelník německé Východoasijské eskadry
- Oskar Lafontaine (* 1943), německý politik (SPD, nyní Die Linke)
- Paul Emil von Lettow-Vorbeck (1870–1964), německý generál a politik
- Michel Ney (1769–1815), maršál Francie
- Charles-Nicolas Peaucellier (1832–1913), francouzský generál
- Rainer Rupp (* 1945), východoněmecký špion známý jako Topaz